# Ed Greenwood
Ed Greenwood (ur. 1959 na terenie stanowiącym dziś część Toronto) – bibliotekarz, pisarz, autor gier fabularnych.
Jego najbardziej znanym dziełem jest świat fantasy Zapomniane Krainy. Jest autorem i redaktorem kilkudziesięciu podręczników i powieści osadzonych w tym właśnie świecie.

### Powieści
- Trylogia Shandril
  1. Magiczny ogień
  2. Korona ognia
  3. Hand of Fire
- The Elminster Series
  1. Elminster: The Making of a Mage
  2. Elminster in Myth Drannor
  3. The Temptation of Elminster
  4. Elminster in Hell
  5. Elminster's Daughter
- The Shadow of the Avatar Trilogy
  1. Shadows of Doom
  2. Cloak of Shadows
  3. All Shadows Fled
- Cormyr (z Jeffem Grubbem) i Śmierć smoka (z Troyem Denningiem) z cyklu Saga Cormyru
- City of Splendors: A Novel of Waterdeep z cyklu The Cities (wraz z E. Cunninhgam)
- The Diamond i The Mercenaries z cyklu Double Diamond Triangle Saga
- Silverfall: Stories of the Seven Sisters
- Stormlight

### Opowiadania
- Elminster na magowisku (opublikowane w zbiorze Krainy Chwały)
- Kiedy cienie przybywają w poszukiwaniu tronu (opublikowane w zbiorze Krainy Cienia)
- Miejsce, w którym straże pochrapują na posterunku (opublikowane w zbiorze Krainy Głębin)
- Oko smoka (opublikowane w zbiorze Krainy Magii)
- Spokojny dzień w Skullporcie - wyprawa do Podmroku (opublikowane w zbiorze Krainy Podmroku)
- Uśmiechnięty duch Taverton Hall (opublikowane w zbiorze Krainy Tajemnic)
- Tak wysoka cena (opublikowane w zbiorze Krainy Niesławy)
- Płonący Kielich (opublikowane w zbiorze Tajemnice Sztormowego Dworu)
- The Whispering Crown (opublikowane w zbiorze Realms of the Arcane)
- The Keeper of Secrets (opublikowane w zbiorze Realms of the Dragons)

### Podręczniki do gier fabularnych
- Zapomniane Krainy Opis Świata (Forgotten Realms: Campaign Setting)